# Росляков Андрій Вячеславович
Андрій Вячеславович Росляков нар. 25 серпня 1969, Орел) — український та російський футболіст, що грав на позиції захисника і півзахисника. Відомий за виступами у складі сімферопольської «Таврії» у вищій українській лізі.

## Кар'єра футболіста
Андрій Росляков народився в Орлі, та є вихованцем місцевої ДЮСШ. У 1987 році він дебютував у команді майстрів зі свого рідного міста «Спартак», яка грала в другій лізі СРСР. Після дворічної перерви на службу в Збройних силах СРСР Росляков повернувся до «Спартака», в якому грав до кінця сезону 1992 року, який став дебютним для команди вже у другій лізі Росії. На початку 1993 року футболіст отримав запрошення від команди вищої української ліги «Таврія» з Сімферополя. У складі «Таврії» Росляков грав протягом двох з половиною років, протягом яких він провів 80 матчів у чемпіонаті, став разом із командою фіналістом розіграшу Кубка України, втім у самому фіналі участі не брав. Сезон 1995—1996 року Андрій Росляков розпочав у «Таврії», проте вже за місяць після початку першості перейшов до німецького клубу з третього дивізіону «Рот Вайс» (Ерфурт), в якому грав протягом двох сезонів. За два роки футболіст став гравцем іншого клубу третього німецького дивізіону «Шпандауер-1894». Пізніше Росляков грав у командах німецьких регіональних ліг «Райніккендорфер Фюксе-1891», «Фортуна», «Гера 03», «Ельстернал». Завершив виступи на футбольних полях Андрій Росляков у 2006 році в нижчоліговому клубі ОТГ-1902 з Гери.